# Placencia Pirates
El Placencia Pirates fue un equipo de fútbol de Belice que jugó en la Liga Premier de Belice, la liga de fútbol más importante del país.

## Historia
Fue fundado en 2005 en la ciudad de Placencia y fue uno de los clubes que integró la liga cuando había dos ligas en el país por desacuerdos de la Federación de Fútbol de Belice. Estuvieron el la liga reconocida por la federación, la cual ganaron en su primera temporada luego de vencer al Eagles.
En la temporada siguiente con la reunificación del fútbol en Belice integraron formalmente la máxima categoría como parte de uno de los 14 equipos que la integrarían.
Estuvo en la máxima categoría una temporada más hasta su desaparición en 2007 por problemas financieros. Posteriormente nació el Placencia Assassins como equipo representativo de la ciudad.
A nivel internacional participaron en la Copa Interclubes UNCAF 2005, siendo eliminados por la LD Alajuelense de Costa Rica en la primera ronda.

## Palmarés
- Liga Premier de Belice: 1

2005

## Participación en competiciones de la UNCAF
| Temporada | Torneo                 | Ronda | Club           | Casa | Visita | Global |
| --------- | ---------------------- | ----- | -------------- | ---- | ------ | ------ |
| 2005      | Copa Interclubes UNCAF | 1     | LD Alajuelense | 1-4  | 0-6    | 1-10   |